# ДХТИ (мини-футбольный клуб)
Мини-футбольная команда «Днепропетровского химико-технологического института» (ДХТИ) выступала в чемпионате и кубке Украины с 1990 по 1992 годы.
В 1990 году мини-футбольная команда студентов ДХТИ принимает участие в розыгрыше первого Кубка Украины, проходящем в Днепропетровске. Победив в полуфинале черкасский «Фотоприбор» (4:2), ДХТИ в финале уступает днепропетровскому «Механизатору» со счётом 1:8.
В 1991 году ДХТИ доходит до финального турнира Кубка СССР, проводящегося в Кишинёве с участием шести лучших команд СССР, однако не пробивается в финал. В чемпионате Украины 1991 года «ДХТИ» завоёвывает серебро, уступив первое место «Механизатору».
К финальному турниру розыгрыша чемпионата Украины 1992 года «ДХТИ» приходит на третьем месте, однако по итогам всего турнира пропускает вперёд запорожскую «Орбиту» и занимает четвёртое место.